# Güéjar Sierra
Güéjar Sierra település Spanyolországban, Granada tartományban. Güéjar Sierra Pinos Genil, Dúdar, Quéntar, La Peza, Lugros, Jérez del Marquesado, Trevélez, Capileira, Dílar és Monachil községekkel határos. Lakosainak száma 2926 fő (2024).

## Népesség
A település népessége az elmúlt években az alábbi módon változott:
| Lakosok száma | 2656 | 2828 | 2915 | 2967 | 3023 | 2946 | 2909 | 2820 | 2906 | 2926 |
|               | 2001 | 2004 | 2006 | 2009 | 2011 | 2014 | 2016 | 2019 | 2021 | 2024 |